# Mistrzostwa Świata Juniorów w Saneczkarstwie 2010
25. Mistrzostwa świata juniorów w saneczkarstwie 2010 odbyły się w dniach 25 - 31 stycznia w austriackim Innsbrucku. W tym mieście mistrzostwa odbyły się już czwarty raz (wcześniej w 1994, 1999 oraz 2002). Rozegrane zostały cztery konkurencje: jedynki kobiet, jedynki mężczyzn, dwójki mężczyzn oraz zawody drużynowe. W tabeli medalowej bezkonkurencyjni byli Niemcy.

## Wyniki

### Jedynki kobiet
- Data: Niedziela 31 stycznia 2010

| Medal | Zawodniczka          | Narodowość        | Czas     | Strata |
| ----- | -------------------- | ----------------- | -------- | ------ |
|       | Carina Schwab        | Niemcy            | 1:20.093 |        |
|       | Sandra Gasparini     | Włochy            | 1:20.181 | +0.088 |
|       | Kate Hansen          | Stany Zjednoczone | 1:20.246 | +0.153 |
| 4.    | Dajana Eitberger     | Niemcy            | 1:20.293 | +0.200 |
| 5.    | Emily Sweeney        | Stany Zjednoczone | 1:20.436 | +0.343 |
| 6.    | Anne Pietrasik       | Niemcy            | 1:20.493 | +0.400 |
| 7.    | Mona Wabnigg         | Austria           | 1:20.558 | +0.465 |
| 8.    | Jordan Smith         | Kanada            | 1:20.740 | +0.647 |
| ...   | ...                  | ...               | ...      | ...    |
| 17.   | Ewa Kuls             | Polska            | 1:21.093 | +1.000 |
| 32.   | Natalia Wojtuściszyn | Polska            | 1:22.006 | +1.913 |
| 34.   | Małgorzata Kurowska  | Polska            | 1:22.032 | +1.939 |
| 36.   | Oktawia Zych         | Polska            | 1:22.160 | +2.067 |

### Jedynki mężczyzn
- Data: Sobota 30 stycznia 2010

| Medal | Zawodnik                | Narodowość        | Czas     | Strata  |
| ----- | ----------------------- | ----------------- | -------- | ------- |
|       | Julian von Schleinitz   | Niemcy            | 1:37.703 |         |
|       | Siemion Pawliczenko     | Rosja             | 1:38.177 | +0.474  |
|       | Sascha Benecken         | Niemcy            | 1:38.269 | +0.566  |
| 4.    | Robert Fischer          | Niemcy            | 1:38.381 | +0.678  |
| 5.    | Christian Eisner        | Austria           | 1:38.382 | +0.679  |
| 6.    | Dominik Fischnaller     | Włochy            | 1:38.428 | +0.725  |
| 7.    | Jewgienij Woskresenskij | Rosja             | 1:38.631 | +0.928  |
| 8.    | Robert Huerbin          | Stany Zjednoczone | 1:38.773 | +1.070  |
| ...   | ...                     | ...               | ...      | ...     |
| 24.   | Michał Długosz          | Polska            | 1:41.350 | +3.647  |
| 30.   | Sebastian Szabla        | Polska            | 1:42.222 | +4.519  |
| 39.   | Patryk Poręba           | Polska            | 1:49.641 | +11.938 |

### Dwójki mężczyzn
- Data: Sobota 30 stycznia 2010

| Medal | Zawodnicy                             | Narodowość        | Czas     | Strata |
| ----- | ------------------------------------- | ----------------- | -------- | ------ |
|       | Nico Walther/Nico Grünneker           | Niemcy            | 1:19.975 |        |
|       | Daniel Rothamel/Chris Rohmeiss        | Niemcy            | 1:20.097 | +0.122 |
|       | Ludwig Rieder/Patrick Rastner         | Włochy            | 1:20.349 | +0.374 |
| 4.    | Nico Grüssner/Toni Förtsch            | Niemcy            | 1:20.459 | +0.484 |
| 5.    | Shane Hook/Zac Clark                  | Stany Zjednoczone | 1:20.488 | +0.513 |
| 6.    | Andrejs Berze/Uldis Logins            | Łotwa             | 1:20.505 | +0.530 |
| 7.    | Aleksandr Dienisjew/Władisław Antonow | Rosja             | 1:20.787 | +0.812 |
| 8.    | Jakob Hyms/Andrew Sherk               | Stany Zjednoczone | 1:20.820 | +0.845 |
| ...   | ...                                   | ...               | ...      | ...    |
| 11.   | Filip Romański/Jakub Kowalewski       | Polska            | 1:21.559 | +1.584 |
| DNF   | Patryk Poręba/Karol Mikrut            | Polska            |          |        |

### Drużynowe
- Data: Niedziela 31 stycznia 2010

| Medal | Zawodnicy                                                                      | Narodowość        | Czas     | Strata |
| ----- | ------------------------------------------------------------------------------ | ----------------- | -------- | ------ |
|       | Carina Schwab/Julian von Schleinitz/Nico Walther/Nico Grünneker                | Niemcy            | 2:11.131 |        |
|       | Sandra Gasparini/Dominik Fischnaller/Ludwig Rieder/Patrick Rastner             | Włochy            | 2:11.227 | +0.096 |
|       | Kate Hansen/Robert Huerbin/Shane Hook/Zac Clark                                | Stany Zjednoczone | 2:11.961 | +0.830 |
| 4.    | Elīza Tīruma/Kristaps Maurins/Andrejs Berze/Uldis Logins                       | Łotwa             | 2:12.000 | +0.869 |
| 5.    | Ksenia Cyplakowa/Jewgienij Woskresenskij/Aleksandr Dienisjew/Władisław Antonow | Rosja             | 2:12.127 | +0.996 |
| 6.    | Viera Gburowa/Marian Zemanik/Marek Solčanský/Karol Stuchlák                    | Słowacja          | 2:12.757 | +1.626 |
| 7.    | Ewa Kuls/Michał Długosz/Filip Romański/Jakub Kowalewski                        | Polska            | 2:13.505 | +2.374 |
| 8.    | Isabelle Kägi/Danej Navrboc/Luca Hunziker/Christian Maag                       | Szwajcaria        | 2:13.574 | +2.443 |

## Klasyfikacja medalowa
| Miejsce | Państwo           |   |   |   | Razem |
| ------- | ----------------- | - | - | - | ----- |
| 1.      | Niemcy            | 4 | 1 | 1 | 6     |
| 2.      | Włochy            | 0 | 2 | 1 | 3     |
| 3.      | Rosja             | 0 | 1 | 0 | 1     |
| 4.      | Stany Zjednoczone | 0 | 0 | 2 | 2     |